# 超人力霸王布雷薩角色列表
此條目中為圓谷製作之特攝劇《超人力霸王布雷薩》及其關聯作品等共同世界觀出現的所有角色。

## 主角
比留間弦人（ヒルマ ゲント）
飾演者：蕨野友也
配音：約翰尼·楊·博斯（英語）、順子（中國大陸）、簡懷甄（香港）、張騰（台灣）
本作主角，超人力霸王布雷薩的人間體，是SKaRD隊長，現年30歲，其口頭禪為「由我上」（俺が行く）。軍銜是「3等特佐」。
他於1992年11月3日出生，在地球防衛大學校及地球防衛軍候補生學校畢業後，於2016年4月入伍GGF，先後參與多個怪獸擊滅行動。他已婚且擁有著七歲的兒子。由於他明智且仔細地思考各種計劃，因而在GGF各部門受到尊敬。在加入隊伍前，他是GGF小型特殊部隊「第一特殊機動團」第一小隊的第1中隊長。思考時經常會習慣性地搓揉太陽穴。
他有著嚴謹的性格，並主動承擔著所有的事情，總是一個人全力以赴。這也使他經常不聽從GGF高層的指示自行指揮，因而被視為自作主張。不過在進行策略時，他能夠在大腦中短時間內構建模擬策略，並在其中導出最佳行動，因而深得特種兵下屬的信任。在三年前的行動中，他曾在撤離市民時意外與一道光球接觸。
起初他率領特機團參與對抗巴贊甲的殲滅作戰。當他在搜救隊友時，卻意外與Blazar合體而成功擊敗了巴贊甲。此後，他經由司令部發布的第54號命令被任命為SKaRD的隊長。由於這個任命還未公開，所以起初不認識任何下屬。他因而在這種關係下努力拉扯彼此，同時以勇氣和強烈的正義感面對怪獸。
隨著系列的進行，他開始在無意識中被布雷薩的意識所附身，並在迪瑪加母子的事件之後，便因立場問題與布雷薩產生愈發明顯的矛盾。在格巴爾加的事件中，在得知布雷薩想要守護生命的事實後，他與布雷薩的交流有了進一步深化。

## SKaRD
蒼邊惠美（アオベ エミ）
飾演者：搗宮姫奈
配音：瑪德琳·多羅（英語）、張惠霖（中國大陸）、何凱怡（香港）、陳貞伃（台灣）
本作女主角是SKaRD諜報員，現年23歲，於1999年10月11日出生，於2017年10月正式入伍GGF。她的軍銜是「2等特尉」。
在加入隊伍之前，她是GGF綜合情報部的一員，是諜報活動中的情報收集專家。她在17歲時就從麻省理工學院工學部電氣工學科跳級畢業，被GGF發掘並入伍成為特種部隊的諜情員參與世界各地的行動。由於在很小的時候就了解世界的內幕，因此基本上不信任人類和政府。但身為情報人員，她的性格比較友善，同時也有著優異的體格能力，善於射擊和格鬥技能，可以獨自完成任務。在巴贊甲的殲滅作戰時，她曾接獲應急指揮部的特殊指令，秘密使用特殊彈成功減緩巴贊甲的行動，因此被任命成為SKaRD的成員。
她的興趣是cosplay，而在團隊中的主要定位則是透過變裝成間諜潛入各種組織和團體。通過冒充各種研究對象或與研究目標設施有關的人員，暗中進行敵情解明和情報。由於身處高危險的工作，所以他也學習高級武術以保護自己。
隨著持續推測宇宙怪獸的來歷性，她在秘密挖掘關於V99事件的情報時，發現V99與三年前發生在宇宙裝備研究所的爆炸事件相關，更發現弦人、土橋支部長及失蹤的父親也事件中被波及。為了尋找失蹤的父親，她因而持續進行調查。得到西崎提供的資訊後，他去第66號實驗設施調查，看見身上冒著赤紅火焰的怪獸法德蘭。在這裡，他短暫與父親重逢，並找到了有關V99重要資訊的日記線索。
名倉輝明（ナグラ テルアキ）
飾演者：伊藤祐輝
配音：尼古拉斯·安德魯·路易（英語）、尹立澤（中國大陸）、葉偉麟（香港）、李昀（台灣）
SKaRD副隊長，現年29歲，於1993年10月21日出生，於2017年4月正式入伍GGF。他的軍銜是「1等特尉」。
出身自山梨縣的一家農村家庭，在加入SKaRD之前，他在GGF一般部隊擔任火力誘導員。通常在對抗怪獸的殲滅作戰中，他以冷靜的戰況分析、堅定的自我判斷、豐富的怪獸知識和極度敏銳的頭腦獲得高度評價，因此後來被調到了SKaRD。由於擅長收集各種資訊，結合對怪獸生物學的知識和見解，他負責收集和精確審核情報。作為副隊長和作戰參謀，他也負責為SKaRD規劃作戰計畫，並向弦人匯報。
他堅守著「透過與地球怪獸和諧共處以保護人類」的強烈信念，認為無害的怪獸不應該被排除。平時尊重規範，雖然性格略顯嚴肅，但偶爾也會展現出天然呆的一面。
在虹蛇神事件期間，他曾透過自身對於橫峰教授的尊重與理解，並以贊同對方對人類應當對怪獸及大自然的破壞進行悔改的觀點，但卻提出橫峰忽視其他生物的未來，以『想要活下去』的理念，試圖說服著他。
坂藤泰信（バンドウ ヤスノブ）
飾演者：梶原颯
配音：里科·法哈多（英語）、李嘉祥（中國大陸）、樂家焜（香港）、孟慶府（台灣）
SKaRD駕駛員及射擊專家，現年25歲，關西腔。1998年4月22日出生，2021年4月正式入伍GGF。軍銜是「3等特尉」。
加入隊伍前為駐留於水更津基地，空中運輸部隊的飛行員，是第一位加入SKaRD的成員，並著手研發和準備阿斯加隆、SKaRD的裝備，做事迅速。此外他有著秘密的嗜好，就是喜歡為自己喜歡的機械命名並珍愛它們，並將其視為最為要好的「朋友」。並親切地將阿斯加隆稱為「阿醬（アーくん）」。有時會直言不諱，令周圍的人感到尷尬，但他並非兩面派或使常講出刻薄的言語，而是具有親切的性格。他的嗜好是玩翻线戏。
由於對自身的職責充滿熱情，但卻很容易過度努力，經常在長時間工作未休息導致過度疲勞。在休假時曾成為卡南星人哈比的目標，在激起機械的負面感情後，卡南星人希望他參與侵略。為了阻止卡南星人，泰信與他的「朋友」烘乾機庫魯魯坦承道歉後與卡南星人對質，並在險境中被阿斯加隆所救。事後，不知道是感情還是機械故障喚醒阿斯加隆，弦人相信這是泰信的「愛」帶來的奇蹟。
在第21集中，作為阿斯加隆Mod.3實驗的試飛員，因無法承受重力在測試中失去知覺。收到取消安信的飛行員身份通知後，他重新練習以承受飛行時的重力。當月光怪獸德爾坦達爾B現身時，他以「指揮員」身份命令出動，並成功與杏梨刺穿了該怪獸。
美南杏梨（ミナミ アンリ）
飾演者：内藤好美、藤山千惠梨（童年）
配音：馬德琳·莫里斯（英語）、聂曦映（中國大陸）、何芷心（香港）、廖珮伶（台灣）
SKaRD駕駛員及近戰專家，現年26歲，出生於1997年5月8日，於2020年4月正式入伍GGF。她的軍銜是「2等特尉」。
她在故鄉秋田縣市之字村長大，但初中時搬離該鎮後，與昔日的好友瑞穗不再聯繫。畢業於工科學校後，加入GGF成為東馬駐屯地的普通隊員，後來因被選定為阿斯加隆的駕駛員而調動至SKaRD。在東京生活的期間，他與築士芳一的樂隊結識而愛上了音樂。
由於她在工科學校期間擁有豐富的步兵經驗，對特殊部隊抱有強烈的憧憬。然而，她無法隱藏對之前在GGF生活中嚴格遵守規章制度以及長期執行步兵任務的習慣，因此最初對於弦人獨特的戰備風格感到困惑。儘管她性格樸實認真，但在與弦人和隊友的團隊合作中，逐漸展現了自己的潛力。她的興趣是舉重，並在駕駛阿斯加隆時擅長使用肉搏戰技巧，非常討厭蟲子，在遭遇塔迦努拉和茲古剛戰鬥時非常掙扎。
在一次進行電磁砲測試演習時，她曾久違回到故鄉。然而由於已經離開多年，此時一切都變得陌生。在意外地與瑞穗重逢後得知土留午甦醒的預兆，為了瑞穗的願望，她自願將御神體插回被破壞的祠堂。在事件結束時，透過土留牛的感謝，她得以聽到自己兒時的嘻笑聲，並看到幻影想起童年的回憶。此在此後重新認識了故鄉。

### 整備班
佐藤
飾演者：佐戸良丞
第3話登場，SKaRD整備班成員，在先前已參與阿斯加隆的開發計畫，並主要負責阿斯加隆的發射流程。
加村
飾演者：橘蓮夏
第3話登場，SKaRD整備班成員，在先前已參與阿斯加隆的開發計畫，並主要負責阿斯加隆的發射流程。
岡崎
飾演者：奧江明生
第3話登場，SKaRD整備班成員，在先前已參與阿斯加隆的開發計畫，並主要負責阿斯加隆的發射流程。

## GGF

### 司令部
榛野烈（ハルノ レツ）
飾演者：加藤雅也
配音：基思·西爾弗斯坦（英語）、赵铭洲（中國大陸）、袁德基（香港）、李世揚（台灣）
第2話登場，GGFJ司令部參謀長，現年56歲。
由於GGF正面臨著持續不斷的怪獸災害，讓他們處於應付困難的境地。為了改變這種局面，榛野積極進行對各種怪獸特性的調查和分析，並在日本分部成立了一支專門應對這些怪獸的特殊部隊SKaRD，並選定弦人擔任隊長。
他是一位從基層一路晉升到參謀長職位的野心家。以他冷酷和嚴格的性格而聞名，經常對弦人提出具有挑戰性的要求。然而在私下裡，他非常喜歡狗。在第14話中，他被確認是惠美父親的朋友，並要求惠美不要再深入調查有關V99事件的高度機密情報。
第19话因SKaRD多次違規行動的关系导致被停职，第23話司令官將其復職並派遣為SKaRD任意行動負責。
源川稔
飾演者：川野太郎
配音：叶保华（中國大陸）
第11、12話登場，GGFJ司令部司令官。
他對於任何潛在的未知事物都持有咄咄逼人的態度，這在他的言語和神態中都表現得十分明顯，透露出一種威脅和壓迫感。在GGFJ的組織結構中，他擁有最高的決策權。 他有能力下達命令並要求下屬執行。
在格巴爾加的對策事件中，他對於SKaRD面對怪獸的感到相當失望，並多次下令發射飛彈意圖攻擊格巴爾加，然而最後均以失敗告終。在任務結束操作後，強硬地要求榛野規劃新的作戰計畫。在獲知SKaRD所制定的格巴爾加EMP無效化殲滅任務，他對該次任務下達了准予令。
土橋祐（ドバシ ユウ）
飾演者：寺田農
配音：林强（中國大陸）、李世揚（台灣）
第14話登場，前任GGFJ司令部長官，退伍後成為岐阜縣宇宙裝備研究所第66號實驗設施的管理者。雖然已退出前線，但仍擁有強大的權力。
乍看之下，他給人一種和善的老人印象，但實際上他可能裝作無知，敢於詢問調查的進展。在三年前導致研究設施爆炸事件中，他曾被弦人所救。當惠美在調查V99時曾報告書中發現了他的名字，於是進一步調查並與他見面。對於有關V99的調查，他以「他自己也不大清楚真相」為由回答惠美的質問。他表示憑藉惠美獨特的能力是可以「隨心所欲地進行調查」而發現背後的真相。最後，他向惠美傳遞向弦人表示問候的話語後就離開了。

### 一般部隊
磯崎
飾演者：仁科貴
配音：来晓凤（中國大陸）、譚漢華（香港）
在第1話中登場，GGFJ一般部隊的任務指揮官。
由於巴贊甲的掃蕩行動，他與名倉等地上部隊的成員駐守於池袋的指揮所，並協助第一特殊機動團、海上部隊、飛行部隊進行攻擊指揮。後來，接到司令部為了防止近一步擴大災害而取消發射特殊飛彈的計畫。因此，他下令所有的地上部隊撤離並部署新的指揮所。
當布雷薩出現在城市後，他認出了布雷薩就是幾十年前太空人所流傳的未確認巨大外星人。最終，他目睹著布雷薩成功殲滅巴贊甲後離去的情景。
岡村
飾演者：塩塚晃平
配音：逝枫（中國大陸）
在第23話中登場，GGFJ航空部隊任務指揮官，並主要負責與塔加努拉相關的對策任務。

### 開發部
平野
飾演者：伊藤慶德
配音：曹云图（中國大陸）、方榮基（香港）
第5話及12話登場，GGFJ開發部的武器開發責任人。
他具有著相當誠懇、健談的性格，會謙虛地聆聽他人的請教，或是向他人解釋開發技術的概況，時常對於自身的任務進行最為嚴謹的檢查。並會勇於面對自己的錯誤，並從中吸取經驗教訓。
由於現代怪獸災害事件的增加，他與開發部主要為GGFJ進行新式武器的規劃和開發，並定期進行測試性能的演習以供確認武器的火力值和其他性能。在近期測試，他們在秋田縣進行自動自衛電磁炮系統的測試。由於建設前對土地進行細緻的檢測沒有偵查到任何生命的跡象，這使開發部無意識的情況下，在土留午的背上安裝電磁炮。
在SKaRD前來視察並配合阿斯加隆進行實用化的性能評估測試時，由於演習的劇烈震動導致土留午甦醒。並發現電磁炮停止接收信號，出現了不受控制的問題。當事情告一段落後，他表示開發部的成員們在這次的教訓發現許多需要問題，未來將會確保每項開發都考慮到周全的風險評估，並將打起精神繼續加油。
在格巴爾加的對策事件中，他與開發部的其他成員輔助SKaRD進行新開發的長管型電磁炮準備工作。

### 第一特殊機動團
由弦人指揮的GGF特戰機動部隊，成員共由10人組成，在巴贊甲掃蕩行動中分成兩個小組在池袋街頭試圖殲滅巴贊甲。一組主要由隊長、炮手、備彈攜帶者、通訊機攜帶者和噴射背包攜帶者組成提供抵禦。
小松原
飾演者：鹽顕治
配音：王晨光（中國大陸）、袁德基（香港）
第1、12、14話登場，第一特殊機動團第二小隊隊長，他與部分成員在巴贊甲掃蕩行動中因在No.2地點駐守而遭受波及，因而陷入了重傷而一度陷入昏迷，當弦人意外變成布雷薩時，他成為第一名目睹布雷薩的人，並對於布雷薩的存在感到驚訝，事後他與弦人在內的其他成員被宣告平安無事。在弦人加入SKaRD後，據信他晉升為特機團隊長。
在格巴爾加的對策事件中，他帶領特機團的成員與SKaRD進行格巴爾加EMP無效化殲滅任務。
守口
飾演者：北野秀氣
配音：栗大伟（中國大陸）、方榮基（香港）
第1、12話登場，第一特殊機動團的新兵成員，他跟隨弦人的行動一起執行戰略，具有較為開朗、逗趣的性格，由於是初次任務，他曾略顯有點緊張。
在格巴爾加的對策事件中，他與特機團的成員與SKaRD進行格巴爾加EMP無效化殲滅任務。
室田
飾演者：養田和裕
配音：云安（中國大陸）
第1、12話登場，第一特殊機動團的成員，他跟隨弦人的行動一起執行戰略，其性格較為穩重。
在格巴爾加的對策事件中，他帶領特機團的成員與SKaRD進行令格巴爾加EMP無效化殲滅任務。
如月
飾演者：西泰平
配音：逝枫（中國大陸）、黃啟明（香港）
第1話登場，第一特殊機動團的成員，他跟隨弦人的行動一起執行戰略，他非常信任弦人，並提及到三年前執行攻擊任務時，弦人隻身救人並活著歸來的傳奇事件。

### 宇宙裝備研究所第66號實驗設施
西崎勉
飾演者：永倉大輔
配音：李楠（中國大陸）、譚漢華（香港）、孟慶府（台灣）
第18、19話登場，宇宙物理學家，同時也是蒼邊樹的大學同學。
在過去，他在大學時認識了蒼邊，並在畢業後進入66號測試設施進行實驗研究。然而在2020年9月9日的爆炸事件中，他成為倖存者之一。然而，事發後他卻辭去了職務並失蹤。
三年後，為了調查V99和父親失蹤的真相，惠美進行了詳細的調查，最終發現了西崎的下落。當他在街上遇到惠美時，他假裝對事件一無所知，並回避她的問題。然而，稍後他卻主動與惠美見面。並向他告知了有關第66號實驗設施的真相，並將蒼邊樹的吊飾歸還給惠美。
蒼邊樹（アオベタツキ）
飾演者：渡部遼介
配音：蔺婵婵（中國大陸）、黃啟明（香港）
於第13話首度提及，19話登場，惠美的父親，他在2020年的宇宙裝備研究所第66號實驗設施的爆炸事件中失蹤。
在第66號實驗設施，他和西崎負責修復從美國運來的巨大裝置殘骸。這個裝置被認為能夠啟動連結地球與銀河盡頭的蟲洞，同時也與V99的研究有關。在他的日記中，他表達了對這場實驗揭示1999年來到地球的V99真實目的的期望。他強調「他們」的裝置擁有遠超過人類的科技。如果「他們」再次來到地球，他希望能夠進行交流，深入了解「他們」的文化和。然而在事故中，他因受到蟲洞的波及而被卷入其中，最終GGF將他的下落歸納為「失蹤」。而V99線索的關鍵，則在他的吊飾及日記中記載。
三年後，惠美在對V99的調查中發現了蒼邊的名字。這促使她更深入地調查事件，當她前往實驗設施遇見法德蘭時，蒼邊突然出現在她面前。兩人共同協助打開實驗設施的天蓋，讓法德蘭能夠協助布雷薩擊敗困境中的敵人。戰鬥結束後，蒼邊對惠美說了一句「祝你生日快樂」後消失。吊飾照片的背面卻掉出一把鑰匙，引導惠美找到日記的線索。

### 醫護中心
江島明里
飾演者：江藤萌生
配音：蔺婵婵（中國大陸）、鄭家蕙（香港）
第16話登場，在GGF醫療中心任職的護士，她具有霸氣且強勢的性格，並嚴格要求在醫院的病人進行休息。
大河原
飾演者：花前浩一
配音：宋文凯（中國大陸）、袁德基（香港）
第23話登場，在GGF教將野基地醫護室任職的醫官，在檢查弦人的身體健康報告後，他向弦人表示弦人有著骨量減少與肌肉萎縮等健康問題，並要求他不要太過操勞。

## 比留間家
比留間聰子（ヒルマ サトコ）
飾演者：岡野真也
配音：孙小璞（中國大陸）、鄭家蕙（香港）
弦人的妻子，現年30歲，在第3話以照片形式出現在弦人的儲物櫃裡，而在第10話中則正式登場。
在短期大學畢業後，她曾在一家醫院擔任醫療管理人員。然而在22歲那年，她參加了一次晚宴，並在朋友的介紹下認識了弦人。經過一年的相處，他們決定結婚，並因此辭去醫院的職務，轉而成為一名全職家庭主婦。共同承擔著照顧他們的兒子俊的責任。
儘管丈夫是GGF的成員，但由於弦人故意隱瞞了一些事實，她一直以為他只是在該組織的設施部門工作，甚至不知道他曾經是SMB的成員，甚至是SKaRD的隊長。
在弦人的休息日時，他們一家決定前往山梨縣鬼湧谷觀賞被發現的怪獸蛋，並親眼目睹了GGF怪物蛋處理小組的調查情況。當迪瑪加母子甦醒後，他們在怪獸災害警報及警察的要求下沿著疏散道路離開現場。弦人為了秘密變身為布雷薩，藉口說「也許還有市民被困在受災地點」而將他們支開。隨後，她獨自帶著純離開了現場，但在不久後意外目睹了布雷薩的出現，因此得以見證了布雷薩與怪獸的戰鬥過程。事後，他們再次與弦人會合，並對弦人的平安無事感到慶幸。
第18話中，他和小純透過TKB新聞的直播看見了弦人拯救記者團隊的英舉，而知曉了丈夫實質的工作，在和弦人見面後，他則和他約定好不要魯莽行事。
比留間純（ヒルマ ジュン）
飾演者：岩川晴
配音：孙一鸣（中國大陸）、陳貞伃（台灣）、何芷心（香港）
弦人的兒子，現年7歲，在第3話以照片形式出現在弦人儲物櫃的照片上，於第10話正式登場，現為小學二年級學生。
他與同齡孩子一樣具有著開朗、天真的性格，與父母相處融洽，同時也對於眾多未知的事物表達出好奇、興奮且活躍，其中，他特別對布雷薩感興趣，經常透過平板觀看著布雷薩的戰鬥影片。
出自於對怪獸蛋的好奇，他與家人前往山梨縣的鬼湧谷觀賞被發現的怪獸蛋時，親眼目睹了GGF怪物蛋處理小組的調查情況。當迪瑪迦母子甦醒後，他們在怪獸災害警報及警察的要求下沿著疏散道路離開現場。純則對於GGF使用武力意圖消滅迪瑪迦母子的舉動感到質疑。並認為怪獸實際上是在保護自己的孩子。
不久後，他與母親意外目睹了布雷薩的出現，因此得以見證了布雷薩與怪獸的戰鬥過程。再次與父親會合時，他對布雷薩在此次的作戰中的表現賦予極大的肯定。在第15話中，他和同班同學新太、紬意外創造出了卡瓦頓。

## TKB電視台
清島平玲子（キヨシマダイラ　レイコ）
飾演者：北村真麻
配音：刘知否（中國大陸）、牧祈（台灣）
第1話及SP特別篇登場，TKB取材班的成員及主播，她曾報導出現在池袋巴贊甲的災害報導。根據她的第一手資料，她目睹了布雷薩的存在。
她擁有積極主動的性格著稱，作為專業主播，她善於快速傳遞最新動態，並希望能夠不斷深入地追踪和報告更多有關事件的證據。同時也會積極調查，對相關物證和文件進行深入研究，展現了出色的調查能力。
由於成為電視台擔任怪物相關災難的前線記者，她在三郎太和拓馬的邀請下參加規劃中的三小時特別節目「追查巨大生物的真面目」的會議。該節目以討論最近幾個月的怪獸災害和布雷薩的行動。不過由於該節目最終被高層取消，玲子以主持另一個節目為藉口離開現場，使拓馬獨自安慰三郎太。
寺嶋三郎太（テラシマヅ　サブロウタ）
飾演者：火野蜂三
配音：张占坤（中國大陸）、袁德基（香港）、孟慶府（臺灣）
SP特別篇登場，TKB取材班的成員。他的原則是「記者的工作就是向所有人傳達真相」，有著較為堅決的性格。
他是電視台策劃節目的主要負責人，當怪獸災害在日本陸續發生後，他對於揭開日本境內發生的一些怪獸事件背後的秘密表現極大的熱情，由於很多電視台都報導了類似的節目內容，這讓他希望有特色的元素，是圖製作特別節目「追查巨大生物的真面目」來提高TKB的收視率。在他們的討論中，他透露在過去製作的都市傳說節目中，從太空人聽到了關於一個名為「超人力霸王」存在的謠言。並借助玲子和拓馬的情報，對最近發生的怪獸災難事件的詳情有了更深入的了解。
當他在公司的陽台向兩人宣誓將致力於自己的新聞理想時，很快就接到上屬的電話，得知由於贊助商原因，三小時特別節目被取消，取而代之的是動漫節目使他深受打擊。
二本松拓馬（ニホンマツ　タクマ）
飾演者：優太
配音：正经太郎（中國大陸）
SP特別篇登場，TKB取材班的成員。也是團隊中最年輕的成員。
他具有著和藹可親且聰明的性格。除了投入在TKB的工作，他還是名軍事愛好者，並在線軍事論壇保持一定程度的聯繫，並極關注GGF近幾個月的軍事動態。此外，他對超级英雄的主題抱有濃厚的興趣。
根據據他獲得的情報，他提到GGFJ新部署的「阿斯加隆」、限制雷維拉相關資訊的禁言令、以及GGF在土留午以「仍在調查中」為藉口，不允許任何媒體採訪的訊息。由於贊助問題使三郎太策劃的特別節目取消，他只能獨自安慰情緒激動的三郎太，鼓勵他不要過度擔心。
金森
飾演者：高橋麻琴
配音：李璐（中國大陸）
第18話登場，TKB的現場記者，他在伊陸葛事件期間與其他團隊在事發現場負責報告疏散區域、GGF的任務和其他相關資訊的即時更新。然而當他們受到伊陸葛的攻擊波及到，則在危急中被弦人救了出來。

## 其他角色
大川翔太郎
飾演者：關智一
配音：皇贞季（中國大陸）、譚漢華（香港）、李世揚（台灣）
第3話登場，來自茨城縣沓波市「碮能量融合研究所」的主任研究員，現年50歲。
由於歐洲及美國的碮能量儲存槽在一夜間被清空，SKaRD懷疑是塔加努拉所為。為了調查情報，惠美作為臥底以新人身份前往融合研究所。在調查塔加努拉如何在不被發現的情況下移動時，大川則提出猜測，可能是飛起來或是鑽入地底。並指出碮能量雖是平凡的物質，但當不斷融合時會產生大量的熱量。
隨著體內囤積大量能源，已接近臨界點的塔加努拉開始襲擊研究所。惠美帶著大川離開現場。兩人觀察到塔加努拉體內的溫度升高，大川則認為它正在引發能量融合，試圖催促塔加努拉停止。並對於惠美與部隊聯繫，阿斯加隆到達現場進行作戰感到困惑。最後，他和惠美目睹了布雷薩和塔加努拉的戰鬥，並震撼地看著布雷薩離開。
曾根崎浩
飾演者：辻本一樹
配音：高旭东（中國大陸）、袁德基（香港）、李世揚（台灣）
第4話登場。化學企業「諾維奧」的社長。現年57歲。他的公司產品在海外相當暢銷，多次受到雜誌的採訪，被譽為「日本的救世主」。
過去曾是GGF的化學部所屬成員。20年前，隨著GGF內部資料逐步數位化，大量紙質舊資料被銷毀，他趁著這個過程取得了GGF在2001年的隕石上發現的不定形生命體的文件和細胞樣本，並在退出GGF後創立諾維奧，而他在GGF的所有資歷資料也全被刪除。並以開發能消滅害魚的人工裸海蝶的名義，運用不定形的基因人工合成「軟體怪獸雷維拉」的存在。
自2023年3月16日以來，他利用雷維拉破壞城市。並以公司研發的新型殺菌劑「FK1」能擊退雷維拉的名義向GGF出售。 實質，他透過遺傳操作中刻意令雷維拉排斥FK1。間接將自己包裝成拯救人類，成為夢想中的企業社長形象。被弦人和擔任臥底的惠美阻止後，當雷維拉被擊敗時，他彷彿變成失去一切的空殼。同食偷取的資料也隨著總部大樓的毀滅而消失。由於他是GGF過去的成員，上層機構對於他的責任仍存有爭議，並可能會在一段時間內尋找責任方進行頂替。
根據浪潮新聞的報導，他在事後被逮捕，承認了犯罪行為，並表示：「我追求的不是財富，而是名聲。」
佐藤水穗
飾演者：山田朝華、高取青依良（童年）
配音：青泯邑（中國大陸）牧祈（台灣）
於第5話登場。來自秋田縣市之字村的村民，是當地神社家族的後裔，也是杏梨的童年好友，26歲。
自小以來，她就有著能夠聽到各種動物、蟲、植物心聲的能力，他對於村莊沈睡千年的守護神「土留牛」的傳說，據說祂在沉睡時，能夠令土地肥沃、將水源淨化，因而被視為地方的豐饒神。其家族保存的《霧野山大禍始末繪傳》則記載關於土留牛的資訊。自小以來，她和杏梨也經常前往霧野山上供奉土留牛的祠堂參拜。不過，當杏梨在初中時搬離後，兩人便許久不再聯繫。
近期，由於GGF在當地進行新型磁軌砲的演習，導致土留牛的祠堂遭到拆除，由於多次聽見土留午的痛苦，瑞穗多次前往現場呼籲停止演習。然而GGF在經過土地檢測，判斷該處應無生命跡象後，持續無視水穗的建議。
在一次現場呼籲下，她偶然與參與演習工作的杏梨重逢。向其提出土留牛將要復活的預兆，並表示若將御神體插回祠堂的遺址，那麼就有可能讓土留牛再次沉睡。當事件結束時，她與杏梨分別聽到、看到自己兒時樣貌的嘻笑聲與幻影。兩人在確認土留午仍能持續沈睡千年的消息後，並堅信一切事情都會好起來，也保護住幼時回憶存在的地方。
橫峰萬象（ヨコミネ・カズノリ）
飾演者：佐藤貢三、藤井健（童年）
配音：王雪亮（中國大陸）、陳冠宏（香港）、李世揚（臺灣）
第7、8話登場，平城大學教授，日本知名的怪獸學研究專家及講師。弦人的恩師，63歲，1960年出生於岩手縣。
他認為怪獸就是自然界的一部分，人類所需敬畏、崇拜的存在，或者該稱為神衹。然而，他對人類持有相當消極的反人類中心主義觀點，並秉持著人類將怪獸視為單方面威脅並排斥在外，導致自然的平衡開始崩解。強調人類放棄走在正確的道路，需要，藉由摧毀現代文明，讓殘存的人類懷著對自然的敬畏，創造新文明的『重塑』。
過去，他曾目睹家鄉遭遇嚴重的旱災。當時村民舉行祈雨儀式，他看見天空被視為降雨前兆的罕見現象「逆虹」，其祖母深信這現象背後蘊含深遠的意義，言之鑿鑿：「虹蛇神大人主宰著這片天空，祂將以恩澤之雨澆灌干渴大地。然而，若心懷不良意念，那慈雨將化作狂風暴雨，帶來災難。」祖母的故事激發了他對傳說的好奇心，使他投入民間傳說及怪獸的深入探究。在1986年發表GGF對策的相關論文後，他被視為怪獸學研究的權威出版各種書籍，GGF使用的對策手冊也是基於他的草案編寫而成。由於曾在地球防衛大學校教學，他與學生弦人因對釣魚共同的興趣而建立深厚的師生關係。
當代，日本各地紛紛出現逆虹，弦人找到橫峰從中獲知虹蛇神的傳說，實質上，這是橫峰自1990年開始秘密搜集七色手鐲。在長時間的研究後所採取的計畫，他在富士山樹海將手鐲浸入泉水以驅使虹蛇神的復甦。並希望能夠藉由虹蛇神之力「重塑」人類文明，然而這行動導致他左臂出現蛇形刻印，使他得以擁有虹蛇神的能力。
最後，他在聽從輝明的理念後，曾表示對方的想法並沒有錯，然而世界同時不可能存在兩個正解，在朝其光彈時，被輝明開槍擊毀了手環。虹蛇神被打敗後，他向GGF自首，但卻以「如此強大的怪獸怎麼可能由一個人類操縱」的理由下，因「證據不足」而被釋放。
新太（アラタ）
飾演者：武井·達馬塞諾·瑠珂
配音：兰酒（中國大陸）、黃牧祈（台灣）
第15話登場，小純的同班同學。
具有與眾不同的性格，並對繪畫怪獸抱持滿腔的熱情及自由的作風，當他帶小純參觀他的秘密基地時，逐漸令小純打開了心扉。兩人在基地內設計出了「卡瓦頓」的畫作。第二天早上，卡瓦頓因宇宙射線影響而變成了真實的生物。他們成功捕捉卡瓦頓並與它互動，並猜測卡瓦頓可能是透過「繪畫」產生的生命。
小卡瓦頓消失後，他們決定將他「長大」而繪製更大的卡瓦頓，並與其他孩子合作以免卡瓦頓遭到工地人員追捕。當來到河邊時，他向小純解釋由於母親的工作原因，他和紬將與下個月搬到美國。因此才想將小純帶到秘密基地，以在離開前讓小純看見這裡。因擔心卡瓦頓受傷且不願向成年人妥協。他們在學校操場繪製巨大的卡瓦頓。卻導致卡瓦頓在以巨大的形態出現在城市並造成破壞。
三人試圖拯救卡瓦頓，希望它能躲避GGF攻擊。但幾乎被倒塌的建築物擊中時被布雷薩所救。戰鬥之後，三人希望說服布雷薩停止戰鬥，並目睹卡瓦頓不再抵抗而被帶入宇宙，成為星座的情景。夜幕降臨，兩人向小純告別，表示無論相隔多遠他們仍是朋友，希望小純不會忘記他們和卡瓦頓。
紬（ツムギ）
飾演者：岩上希音
配音：戈昕宇（中國大陸）、張茜雯（台灣）
第15話登場，新太的妹妹。
它具有開朗、天真的性格，與哥哥新太的關係相當要好，並且同樣對於許多不可思議的現象抱持著深深的好奇心。儘管一開始看見卡瓦頓使她嚇壞了，但當發現卡瓦頓可愛的一面後，則變得非常喜歡卡瓦頓，並不認為卡瓦頓可以增加其他的特徵，反而認為現在圓嫩的形象相當可愛。後來，他曾在網路上寫了一些關於卡瓦頓的貼文。這件事也使後續一些孩子們前來幫助他們隱藏卡瓦頓遭到工地人員的追捕。
鬍鬚（ヒゲ）
飾演者：諏訪太朗
配音：邢子皓（中國大陸）、袁德基（香港）、孟慶府（台灣）
第15話登場。在河堤工作的工地人員。
內野貴司
飾演者：內野惣次郎
配音：关云月（中國大陸）、黃啟明（香港）、李世揚（台灣）
第15話登場，發現卡瓦頓A的第一名目擊者。
鈴木哲男（スズキ　テツオ）
飾演者：金井勇太
配音：李靖（中國大陸）、黃子麟（香港）
第22話登場，日本怪獸損害保險株式會社的保險推銷員，居住於長野縣松本市。
它具有心地善良的性格，但自從出社會以後，因碰巧進入了保险业而從事推銷工作。使得她每天過著毫無目標的生活，由於銷售業績不佳，他幾乎每週都受到老闆的責罵，事業也因此陷入困境。然而，在一次保險業務拜訪中，他偶然結識了道子，並積極的幫助他購買食材和打掃房子以彌補損失。透過與道子的交談，他重熙找到了生活的意義，也改變認為隨波逐流的生活是乏味的觀念。
第二天，當齊卡斯現身松本市並波及到道子所居住的社區時，為了拯救道子，他毫不猶豫地前往災害現場護送他離開，並穿梭在街道上躲避怪獸的襲擊。在成功將道子帶至避難所後，他收到了道子的感謝，也讓他重拾了作為保險員的信心。最終，他的銷售業績似乎有所改善，並受到老闆的讚揚而面帶微笑地努力工作。
田中道子（タナカ　ミチコ）
飾演者：山口果林
第22話登場，一名居住在長野縣松本市的獨居老人。
配音：李金艳（中國大陸）
她是一位溫柔友善的老婦人。因為她的丈夫已經過世，或許正因如此，她對生活並沒有太多執著，只是踏實地過好每一天就好。平常的消遣是在後院種植各種花卉。當城市遭到紅王和齊卡斯破壞的時候，她卻待在家裡沒有撤離。然而，在與哲男的交流後，她不僅幫助了哲男重新獲得對生活的信心，當成功撤離後，由於她的家可能在災難中毀損，因而未來住所感到絕望。但在哲男的協助自己早先簽署的怪獸保險下，她的家得以有重建的機會，也重燃了她繼續活下去的意志。
相川龍二（アイカワ リュウジ）
飾演者：山岸綾佑
配音：陌上（中國大陸）
第22話登場，日本怪獸損害保險株式會社的保險推銷員，哲男的後輩。
儘管他的銷售業績在全公司中屬最佳，但在與客戶互動和銷售方面，他展現出一種咄咄逼人且不悅的態度，與熱衷於與人相處的哲男形成鮮明對比。由於他自傲的性格，他基本上完全看不起業績不佳的鐵男，並經常對此進行嘲諷。在齊卡斯和紅王的事件結束後，老闆因為他抱怨顧客「態度不好」而責罵了他。
追川光宙（オイカワ ミチヒロ）
飾演者：中山卓也
配音：归什（中國大陸）、黃啟明（香港）
第23話登場，業餘天文學家，其綽號為「米奇」（ミッチー）
在過去已和泰信結識，是一名熱衷在觀察宇宙怪獸軌道的天文學家，總是展現著精神抖擻，帶著一絲不可靠的氣氛，在關注巴贊嘎與奇波魯加的移動軌道後，他在軌道上出現了不明空間扭曲，並在經過計算後得知該空間扭曲循著與兩隻怪獸一樣的軌道移動，因而發現空間扭曲的真相是一隻抱著小行星的宇宙怪獸，在通知給SKaRD報告後，他興奮的認為自己是第一個發現到這天體的人，還問能不能以他的外號給這天體命名為「米奇27」。
隨後，當SKaRD正在對抗塔加努拉的作戰時，他向惠美講述另一個驚人發現，在調查宇宙怪獸們的軌道紀錄後，他發現其中一張圖觀測到了巨大的爆炸，並確認那是塔加努拉在茨城縣的戰鬥時，所朝天空發射，用於「攻擊奇波魯加的巨大光線」。

### 名倉家
名倉將吾（ナグラ　ショウゴ）
飾演者：野添義弘
配音：李铫（中國大陸）、黃志明（香港）、孟慶府（台灣）
第20話登場，輝明的父親。出身自山梨縣中星町。該家族從事農業生產，即使在妻子過世後，他仍繼續與正明合作管理家鄉的農場。
自從輝明加入GGF後，父子的關係長期出現矛盾。將吾並不贊同輝明參與GGF的決定。然而，他的真正擔憂並非輝明是否能夠繼承家族企業或結婚，而是擔心兒子從事危險的職業。然而在一個月前，中星町突然出現大面積的農作物枯萎，看著田地中的蔬菜凋謝，土壤貧瘠且不適合耕種，這讓他深感焦慮。並在困擾下最終病倒了，並請假在家休養。
出於對輝明的思念以及不願見他繼續參與GGF，他以健康狀況惡化為藉口，迫切地懇求輝明立即返回家鄉。然而這個謊言被揭穿，也使兩人之間的裂縫未能修復。在他們和村民調查不明蟲鳴聲的過程中，他們遭遇了茲古剛的襲擊，但最終在SKaRD及時趕到現場後，從險境中被救出。
在目睹SKaRD的積極參與和輝明的表現後，將吾開始理解兒子對這份工作的執著，放棄了堅持勸他回家鄉的念頭。在與祖古甘的戰鬥結束後，他回到農場工作，目睹土壤重新充滿生機。他回想起輝明為保護土地所做的努力，深感感激，最終感動得流下了眼淚。
名倉雅明（ナグラ　マサアキ）
飾演者：柾賢志
配音：张赫（中國大陸）、譚漢華（香港）
第20話登場，輝明的哥哥。
與弟弟輝明不同，他正明承擔繼承家族農業事業的責任，與父親將吾一起在山梨縣中星町生活。當父親生病後，他承擔了領導農業相關工作的責任。
當輝明返家後，他向他透露了父親病倒的真相及近一個月周圍地區農作物枯萎的現象，並和其他的村民一起對其他地區廣泛出現的枯萎現象展開了調查。當茲古剛出現後，他村民到他自己的家中尋求庇護。

### 宇宙人
筑士芳一（ツクシ ホウイチ）
飾演者：東儀秀樹
配音：汤水雨（中國大陸）、黃啟明（香港）、孟慶府（台灣）
第9話登場，杏梨在中學時所認識的一名大提琴手「Ensemble Q」的團長。其真身為來自齊爾尼亞星的侵略宇宙人「蟬人」的首領。
1963年，築土和他的同伴抵達了地球，他們的任務是將嘎拉蒙送到銀河系的各個恆星上，然後吞噬恆星上的一切。為了實現這個目標，他們在森林中試圖激活一個裝置來召喚嘎拉蒙，並假裝成人類等待時刻的到來。然而在探索地球的過程中，他們愛上了「音樂」，最終放棄了入侵地球的打算。他和他的朋友們組成了一個管弦樂隊，過上了平靜的生活。
然而在當代，隨著時機成熟，他不得不重新開始入侵行動。儘管如此，他的內心深處對能演奏美妙音樂的人類有一種依戀，因此他邀請了他在十年前偶然認識的杏梨去他們的音樂會，並背地希望杏梨能夠阻止他們實施入侵計劃。
最終蟬人的計劃被杏梨及時阻止，嘎拉蒙被布雷薩擊敗，蟬人的入侵任務以失敗告終。他向對教會他們音樂奇蹟的人類以及阻止他們的杏梨表示感激。最後他當場解散樂團，並伴隨著最後一場演出落下了帷幕。
黑岩千（クロイワ　チッチ）、日暮奏（ヒグラシ　カナデ）、新瀨道（ニイゼ　ミチ）
飾演者：東儀典親、堤博明、白須今
配音：宋文凯、归什（中國大陸）
第9話登場，筑士所屬樂隊「Ensemble Q」的鋼琴家、小提琴手、低音提琴手。其真身為來自齊爾尼亞星的「蟬人」。
在和隊友們抵達地球後，他們因共同愛上了音樂而改變了原來的計劃，但在面對不得不重新開始入侵行動的情況時，樂團通過演奏激活了嘎拉蒙，並試圖阻止杏梨的干預。儘管入侵任務最後以失敗告終，然而筑土則向這些團員們表示：「讓每個人依然能繼續享受音樂的美好。」而告終。
贊基爾（ザンギル）
飾演者：唐橋充
配音：青琳昊（中國大陸）、陳冠宏（香港）、李世揚（台灣）
第17話登場，手臂戴著鋒利刀片的宇宙武士。負有將彷徨的怪獸之魂斬下成佛的使命，它能夠從人類的大小變化到50公尺的巨大體型，還可以變形為人類形態。
過去，他曾是一位自傲的劍客，經常在宇宙中排徊尋找強大的敵人。然而有天，他遇到了一位不可思議的劍術大師，並在一場決鬥中被擊敗。大師吩咐他斬斷108個不能成佛的怪獸靈魂，以此展開救贖的使命。自那天起，贊吉爾就開始周遊宇宙尋找怪獸靈魂。至今已經超度107個靈魂。一個月前，他來到地球而接觸人類文化，並因而對武士文化和咖啡產生濃厚的興趣。然而，由於最後一個靈魂——虹蛇神吸收了贊吉爾攜帶的水晶力量，以實體形態出現在城市中。為了擊敗他，他請求弦人/布雷薩協助他共同對抗虹蛇神的幻影。
在戰鬥中，贊基爾曾一度被虹蛇神的靈魂強行進入軀體，但在對劍時則被布雷薩使用巧妙的劍背分開。最終，他與布雷薩一同擊敗了虹蛇神。但在完成任務後，他向弦人透露自己也是亡靈的事實，隨著他的使命完成，水晶不再能夠維持他的物理形態。在向弦人表示感謝後，他帶著一絲難以抹滅的遺憾，最終前往來世。

### 電影版登場角色
馬伏一郎（マブセ イチロウ）
飾演者：飯田基祐
元帝都大學先進化學研究員，現為負責怪獸殘骸研究處理的先進化學公司「Necromas」的CEO。目前他正在主導研究生物細胞的不老不死技術，並因而使用奈米機器和達姆毒素。由於地球怪獸在該公司附近異常出現，他因而被弦人調查。
馬伏勇樹（マブセ ユウキ）
飾演者：森島律斗
施一郎的兒子，儘管現為小學生，他已經在國際科學比賽中獲得優勝等成績。

## 外部連結
- 《超人力霸王Blazar》圓谷官方網站 （页面存档备份，存于）（日語）
- 《超人力霸王Blazar》官方網站 （页面存档备份，存于）（日語）
- 《超人力霸王系列》萬代官網 （页面存档备份，存于）（日語）
- 《超人力霸王系列》官方推特 （页面存档备份，存于）（日語）